# Sarasvati (fiume)

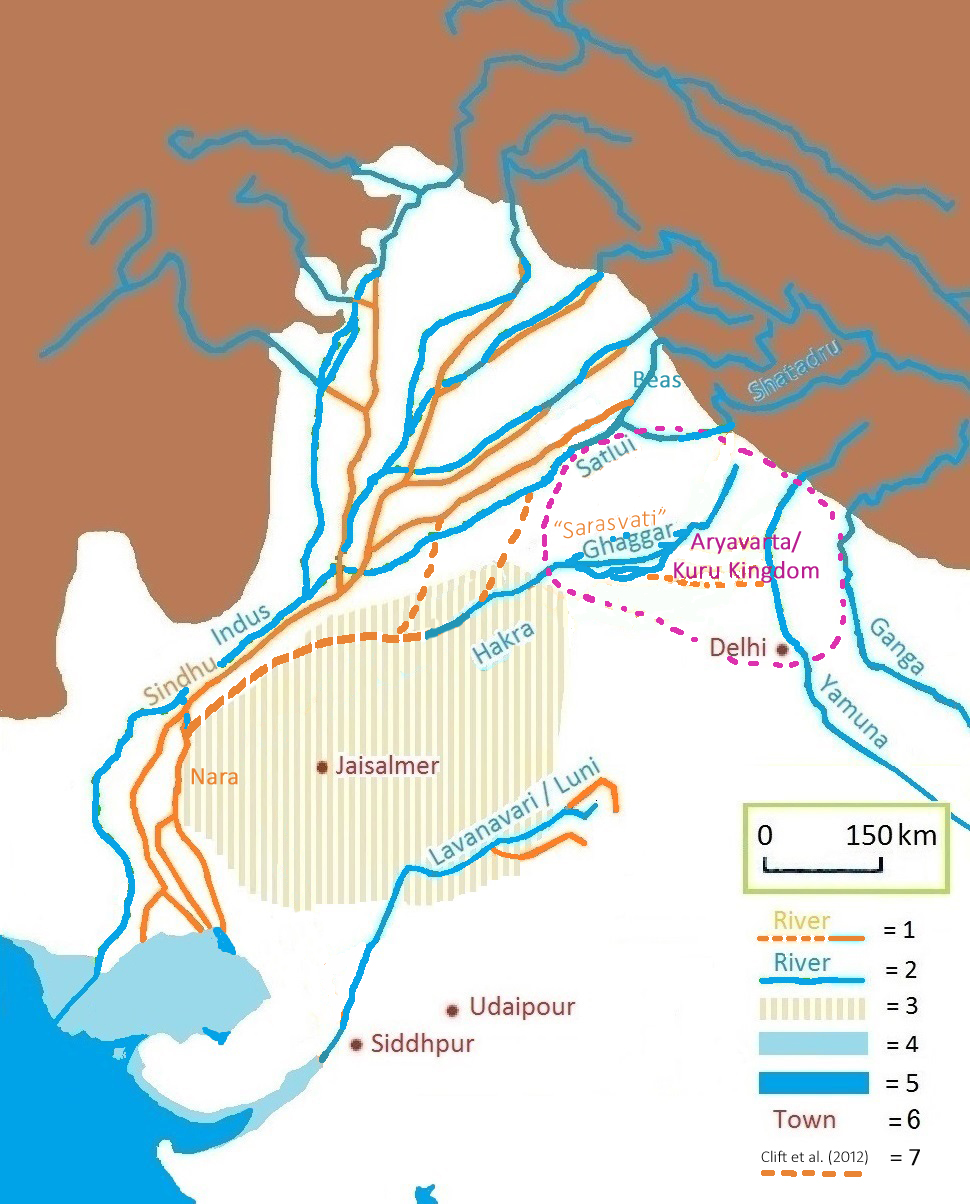
Il corso dei fiumi antichi (in arancione) e attuali (in blu) tra Pakistan e India settentrionale.

Il Sarasvati è un antico fiume che scorreva presumibilmente tra India e Pakistan, oggi prosciugato.

## Storia
La teoria più accreditata è che questo antico fiume fosse costituito dal vecchio percorso dell'attuale Yamuna, che scorreva per un tratto parallelamente al fiume Indo sul letto dell'attuale Ghaggar-Hakra, per andare a sfociare nel Rann di Kutch, che all'epoca era parte integrante del Mar Arabico.
Lungo il corso del Sarasvatī sarebbero quindi nate e sviluppate le civiltà di Harappa e Saraswati-Sindhu; le più antiche tracce di scrittura note in India sono state proprio trovate nelle rovine delle città che costeggiavano l'antica via fluviale. È stato ipotizzato che proprio il ruolo svolto dal fiume nello sviluppo della lingua scritta abbia ispirato l'associazione del nome del fiume alla dea Sarasvati, come personificazione della conoscenza e delle arti della comunicazione.
Tra il XX e il XVII secolo a.C., il fiume cambiò il suo corso a causa dell'attività sismica sul suo percorso, e lo Yamuna divenne un affluente del Gange, mentre alcuni suoi affluenti confluirono nell'Indo, riducendo notevolmente la portata d'acqua del fiume; seguendo lo spostamento del fiume, gran parte della popolazione che abitava le sue rive si spostò nella valle del Gange. I testi vedici più tardi parlano del fiume che sparisce al Vinasana (letteralmente, "la sparizione"), e confluisce nel Gange come fiume invisibile; secondo alcune interpretazioni la moderna sacralità del Gange gli deriva anche dalla presenza in esso delle acque dell'antico fiume Sarasvatī, donatore di vita.